# Прогрес (Чернігівський район)
Прогрес — селище в Україні, у Кіптівській сільській громаді Чернігівського району, Чернігівської області. Населення становить 859 осіб.

## Географія
Прогрес знаходиться у західній частині Чернігівської області. Розташований у Придніпровській низовині, на лівому березі річки Десна. Поряд розташована автотраса E95 (Київ-Чернігів), E101,М01.

## Історія
Селище засноване в 1919 році. Поселення засноване для обслуговування радгоспу ім.10 років Жовтня. Із 1925 та до 1960 року входило до складу Олишівського району. В 1922 році утворений комсомольський осередок, а в 1925 році партійна організація Комуністичної партії (більшовиків)  Української Соціалістичної Радянської Республіки.
Станом на 1941 рік на території селища знаходилось декілька житлових будинків, дослідне поле з підведеними до нього штучними каналами та розплідник свійських тварин.
У роки Другої світової війни 328 жителів Прогресу брали участь у бойових діях у лавах Червоної армії, 152 з них удостоєні урядових нагород, 147 — загинули. На честь односельців, які загинули на фронтах війни, встановлено пам'ятник.
В 1961 році селище було приєднано до Козелецького району.
На території селища була розміщена Чернігівська обласна державна сільськогосподарська станція, дві племінні тваринницькі ферми для розведення великої рогатої худоби та свиней. Дослідне господарство вирощувало насіння сільськогосподарських культур. При станції функціонували постійно діюча виставка сільського господарства та курси підвищення кваліфікації працівників сільського господарства. Станція була щорічним учасником Виставки досягнень народного господарства УРСР. У 1974—1978 роках виходила переможцем у Всесоюзному соціалістичному змаганні, завойовувала Перехідний Червоний прапор ЦК КПРС, Ради Міністрів СРСР, ВЦРПС і ЦК ВЛКСМ. В селищі діяв краєзнавчий музей.
Після змін адміністративно територіального устрою України в 2020 році селище входить до Чернігівського району.

## Політика

### Парламентські вибори, 2019
На позачергових парламентських виборах 2019 року у селищі функціонувала окрема виборча дільниця № 740299, розташована у приміщенні будинку культури.
Результати
- зареєстрований 671 виборець, явка 57,23%, найбільше голосів віддано за «Слугу народу» — 39,21%, за Всеукраїнське об'єднання «Батьківщина» — 18,68%, за Радикальну партію Олега Ляшка — 12,37%[5]. В одномандатному окрузі найбільше голосів отримав Сергій Коровченко (самовисування) — 42,86%, за Бориса Приходька (самовисування) — 13,48%, за Дмитра Пахомова (Слуга народу) — 12,97%[6].

## Населення

### Мова
Розподіл населення за рідною мовою за даними перепису 2001 року:
| Мова       | Кількість | Відсоток |
| ---------- | --------- | -------- |
| українська | 920       | 96.44%   |
| російська  | 2         | 3.14%    |
| вірменська | 3         | 0.31%    |
| білоруська | 1         | 0.11%    |
| Усього     | 954       | 100%     |

## Сучасна інфраструктура
В селищі знаходиться Чернігівський парашутний клуб — АСК " Прогрес " на аеродромі Прогрес, відділ наукового забезпечення агропромислового виробництва Інституту сільськогосподарської мікробіології та агропромислового виробництва НААН України, будинок культури, школа, дитячий садок, медичний центр та аптека, бібліотека, парк та стадіон.